# Hemofobie
Hemofobia sau frica de sânge este frica extremă și irațională de sânge. În unele cazuri acute de această teamă pot apărea reacții fizice, în special leșinul. Reacții similare pot apărea, de asemenea, și la fobia de traume.  Din acest motiv, aceste fobii sunt clasificate ca "fobie de sânge-injectare-prejudiciu” 

## Etiologie
Această fobie este deseori cauzată de traumatisme directe din copilărie sau adolescență. Deși unii au sugerat o posibilă legătură genetică, un studiu la gemeni sugerează că învățarea socială și evenimente traumatizant, sunt problema principală,  mai degrabă decât cea genetică.

## Tratamentul
Abordarea standard pentru tratament este același ca și la alte fobii - terapie cognitiv-comportamentală, de desensibilizare, și, eventual, medicamente pentru diminuarea anxietății și disconfortului. În ultimii ani, se folosește o tehnică cunoscută sub numele de tensiune aplicată, se aplică tensiune pe mușchii într-un efort de a crește tensiunea arterială, s-a dovedit un tratament eficient pentru fobie, de multe ori asociată cu picături de sânge, tensiunii arteriale și leșin.